# 2013年の東北楽天ゴールデンイーグルス
2013年の東北楽天ゴールデンイーグルスでは、2013年シーズンについての東北楽天ゴールデンイーグルスの動向をまとめる。
この年の東北楽天ゴールデンイーグルスは、星野仙一監督の3年目のシーズンである。チームスローガンは「Smart & Spirit 2013 HEAT!」。
監督の星野の下、球団創設9年目にして初のパシフィック・リーグ優勝、日本シリーズ優勝を達成した。

## 概要
東北楽天ゴールデンイーグルス（以下、楽天）は2012年 - 2013年のストーブリーグで、3人のメジャーリーガーを獲得。3月29日に開幕したレギュラーシーズンでは、4月終了時点では5位であったが5月に2位に浮上。7月には首位に浮上し、以降は首位から陥落することなく9月26日にパ・リーグ優勝が決定した。またエースの田中将大は、24勝0敗1Sという驚異的な成績を記録し最優秀選手（MVP）に選ばれた。クライマックスシリーズ ファイナルステージではロッテと対戦し、4勝1敗で日本シリーズ進出を決めた。日本シリーズでは巨人と対戦し、4勝3敗で球団初の日本一となった。星野監督は中日時代と阪神時代にそれぞれリーグ優勝を達成したが、いずれも日本一は逃しており、これが最初で最後の日本一であった。アジアシリーズでは準決勝で敗退し優勝はならなかった。

## シーズン開幕まで
2012年、パ・リーグ3位の福岡ソフトバンクホークスと1ゲーム差のパ・リーグ4位となり、クライマックスシリーズ進出を逃した楽天は、3人の現役メジャーリーガー、アンドリュー・ジョーンズ、ケーシー・マギー、斎藤隆を獲得するという大型補強を行った。

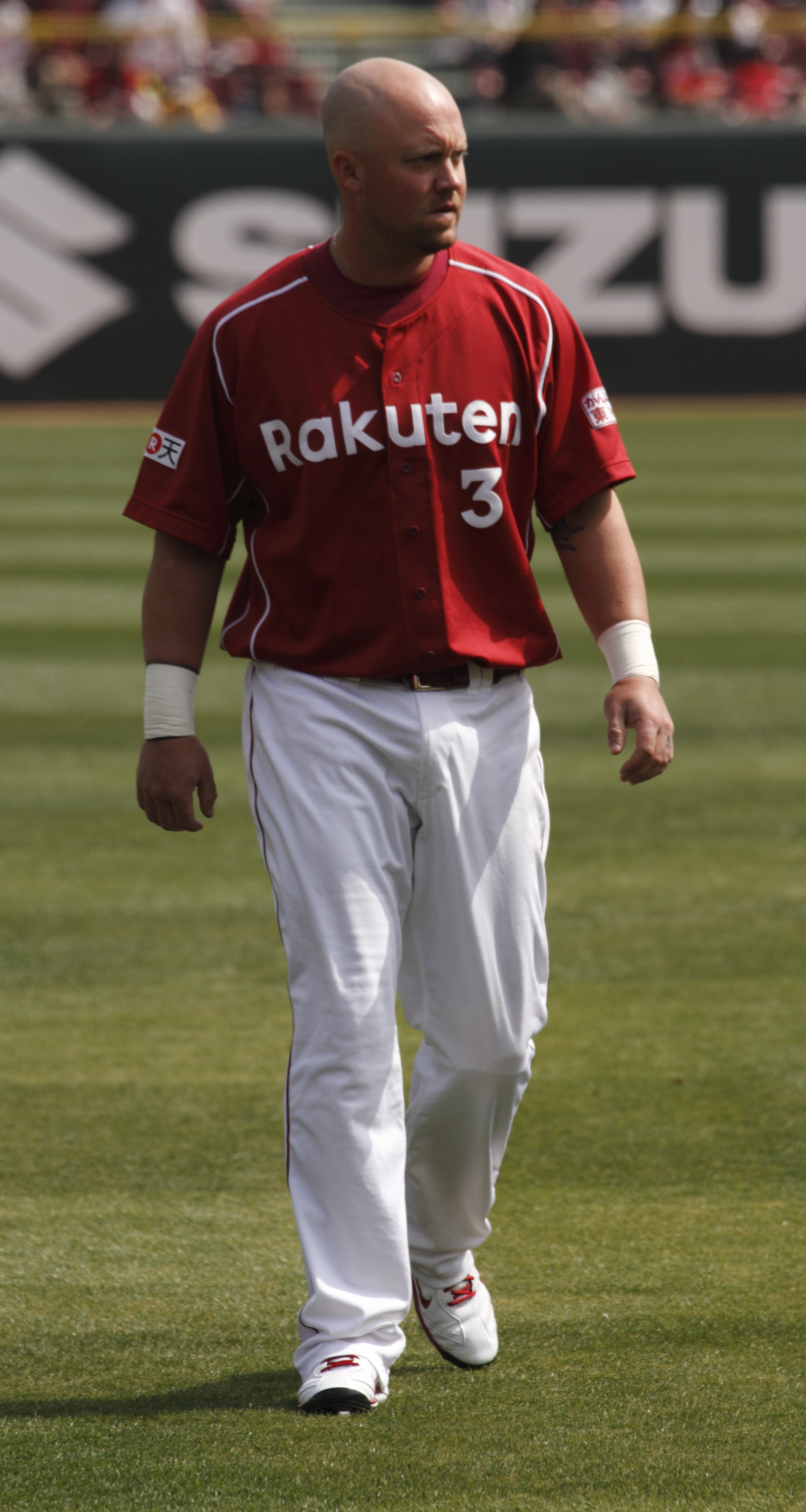
2013年3月16日、MAZDA Zoom-Zoom スタジアム広島にてケーシー・マギー

球団社長の立花陽三は、2012年の楽天について「右打者の長距離砲不在」という問題点があると考えており、ニューヨーク・ヤンキースに所属していた右打者ジョーンズを獲得した。ジョーンズは日本野球機構のチームに加入した日本人以外の選手としては、歴代最多の434本の本塁打をメジャーリーグベースボールの公式戦で打った実績を持っている。また、立花はジョーンズの熱意・人間性を自ら確かめるべくアトランタで4時間にわたって直接交渉を行った。ジョーンズは人格者であり、立花は「ジョーンズの自信みなぎる態度に魅了された」という。そして、交渉の際、立花はジョーンズに「もうひとりの外国人選手は誰がいい？」と尋ね、ジョーンズと同じく2012年にニューヨーク・ヤンキースに所属していた「右の長距離砲」マギーを獲得した。
また、8年振りに日本球界に復帰することになった斎藤は楽天の本拠地のある仙台市出身で、楽天は何年か前より斎藤に入団のオファーを出していたという。
2012年のドラフト会議では、東福岡高校の森雄大など、育成選手を含め7名を指名した。一方、田中将大は、球団と3年契約を結んだものの、2013年のオフにメジャーリーグへ移籍するかどうか球団側と相談できるようになっていると報じられた。田中は「将来的に、そういうところ（メジャー）でやろうという気持ちが芽生えた」とコメントし、メジャー挑戦へ意欲を見せた。
2013年の春季キャンプは、9年目となる沖縄県島尻郡久米島町で行われた。初日である2月1日は、2013 ワールド・ベースボール・クラシック日本代表の監督である山本浩二らが久米島野球場を訪れ、同日本代表候補メンバーに選ばれていた田中が注目を集めた。田中を含め、同日本代表候補メンバーである松井稼頭央・聖澤諒の3名は、2月13日までキャンプに参加し、14日にチームを離れた。1軍の久米島でのキャンプは14日で終わり、16日より沖縄県国頭郡金武町にて練習を行った。21日には、ジョーンズがチームを離れ、2013 ワールド・ベースボール・クラシック・オランダ代表に合流した。
2月23日よりオープン戦が始まり、楽天は10勝7敗で12チーム中4位という成績であった。オープン戦期間中には2013 ワールド・ベースボール・クラシック(2013WBC)が行われた。同代表の田中は、同大会で使用されたボールへの順応に苦しんだが、大会の途中から状態は上がってきていた。同大会の決勝では先発として登板する予定であったが、準決勝で日本代表が敗れ、その予定は消えた。田中は「投げ足りない」とコメントを残した。3月21日に田中と松井はチームに合流し、3月22日にはジョーンズも合流した。

## レギュラーシーズン

### 3月・4月
3月29日、ヤフオクドームでの対福岡ソフトバンクホークス戦で球団創設以来9年目となるレギュラーシーズンの幕が開いた。開幕時点での1軍メンバーは以下の通り。
また、監督・コーチは以下の通り。
開幕投手にはエースの田中ではなく、2012年のドラフト2位で新人の則本昂大が選ばれた。田中は2013WBC出場により開幕投手を回避し、本拠地開幕戦で先発することになり、その代役として辛島航、釜田佳直、ブランドン・ダックワースの名前も挙がっていたが、辛島は故障し、ダックワースも3月23日に行われたオープン戦で良い結果を残せなかった。一方則本はオープン戦5試合に登板し、3勝0敗・防御率1.44と好成績を挙げていた。また、監督の星野は（ベテランの）「ダックは好投しても、将来につながらない」とコメントする一方で、新人を起用することについては、普段から「全然怖くない」とコメントしていた。新人が開幕投手を務めるのは球団史上初で、パ・リーグでは1958年の杉浦忠以来55年ぶり、セ・リーグを含めても1984年の高野光以来29年ぶりとなった。
一方、田中は4月2日に日本製紙クリネックススタジアム宮城（Kスタ宮城）での本拠地開幕戦でシーズン初登板し、7回1失点でシーズン初勝利を挙げた。5日の対千葉ロッテマリーンズ戦では、開幕戦敗戦投手となった則本がシーズン2度目の先発投手となり、2013年のパ・リーグの新人の中では最も早く初勝利を挙げた。また、同試合では野手全員が得点を挙げたが、これは球団史上初であった。
4月20日には対ロッテ戦で敗北し、最下位タイとなった。4月27日には、球団通算500勝を挙げた。3・4月は3連敗・4連敗を含む11勝14敗、勝率.440で5位となった。

### 5月

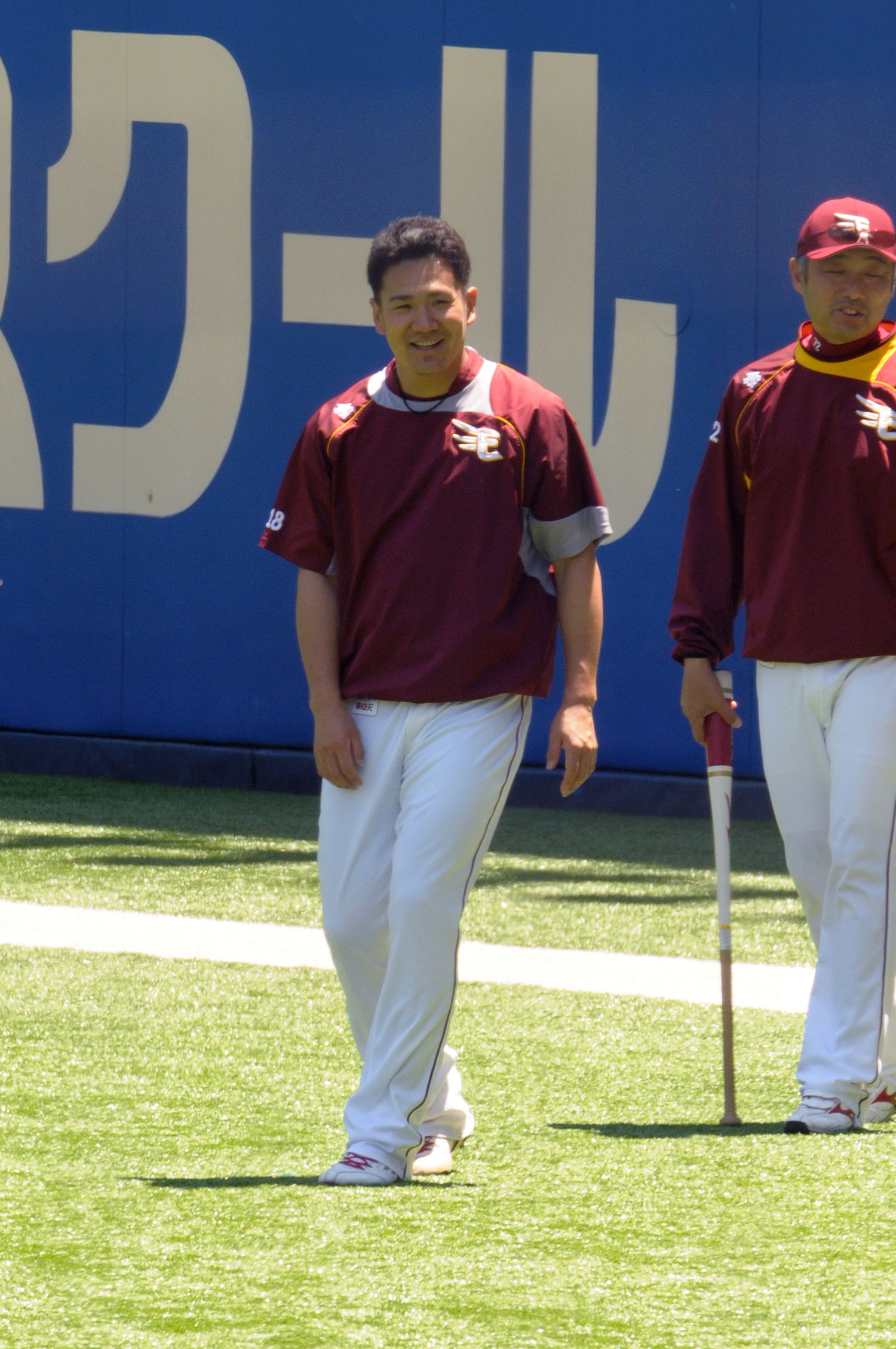
2013年5月12日、QVCマリンフィールドにて田中将大

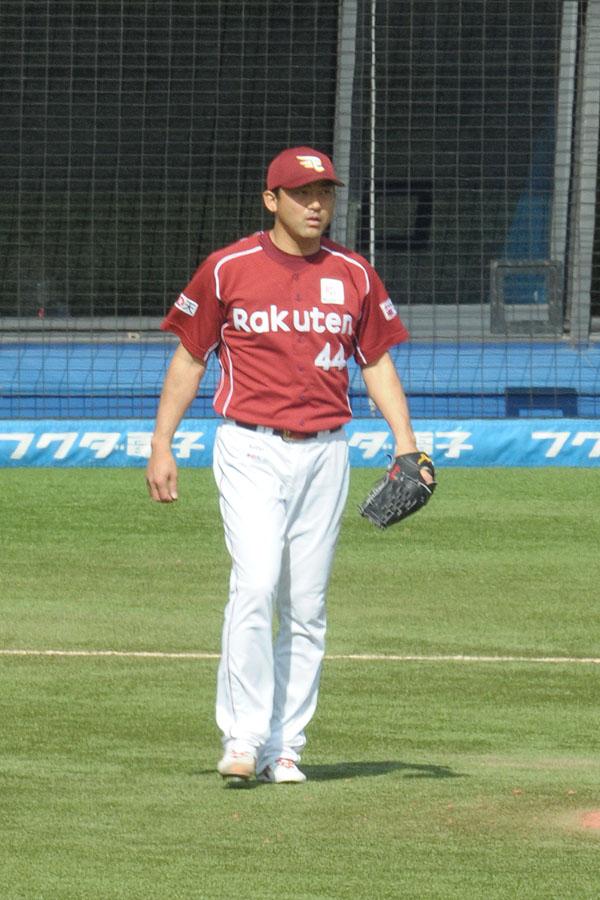
2013年5月12日、QVCマリンフィールドにて斎藤隆

5月3日には借金4となったが、5日には監督の星野の監督通算勝利数が1066となったことにより、川上哲治と同順位の歴代10位タイとなり、楽天も4位に浮上した。6日には監督通算勝利数が1067となり、歴代単独10位となった。また、同試合では斎藤隆が日本復帰初登板初勝利を果たした。8日には田中が7回2失点で勝利投手となり、楽天は3位に浮上。14日には日本生命セ・パ交流戦が始まり、交流戦開幕投手となった田中が 、8回3失点で勝利投手となった。22日には田中がシーズン初となる完投勝利を挙げ、楽天は2位に浮上した。田中は「このままシーズンが終わるまで（連勝を続けたい）と思っている」とコメントした。
5月は16勝7敗で、月間勝率.696となり、5月終了時点でのシーズン成績は27勝21敗、勝率.563で2位となった。また、同時点で交流戦首位であった。田中は月間MVPを獲得した。

### 6月
6月13日、ソフトバンクが対東京ヤクルトスワローズ戦に勝利し、楽天を含む優勝の可能性が残されていたチームがいずれも敗北したことにより、ソフトバンクの交流戦優勝が決まり、楽天は交流戦初優勝を逸した。16日、交流戦最終試合となる阪神タイガース戦で田中がシーズン初となる完封勝利を挙げ、球団記録となるシーズン9連勝を記録した。交流戦を15勝9敗・2位で終了し、ここから楽天は上昇気流に乗った。
6月は11勝9敗 月間勝率.550。6月終了時点でのシーズン成績は38勝30敗、勝率.559で2位。田中は2ヶ月連続で月間MVPを獲得した。

### 7月

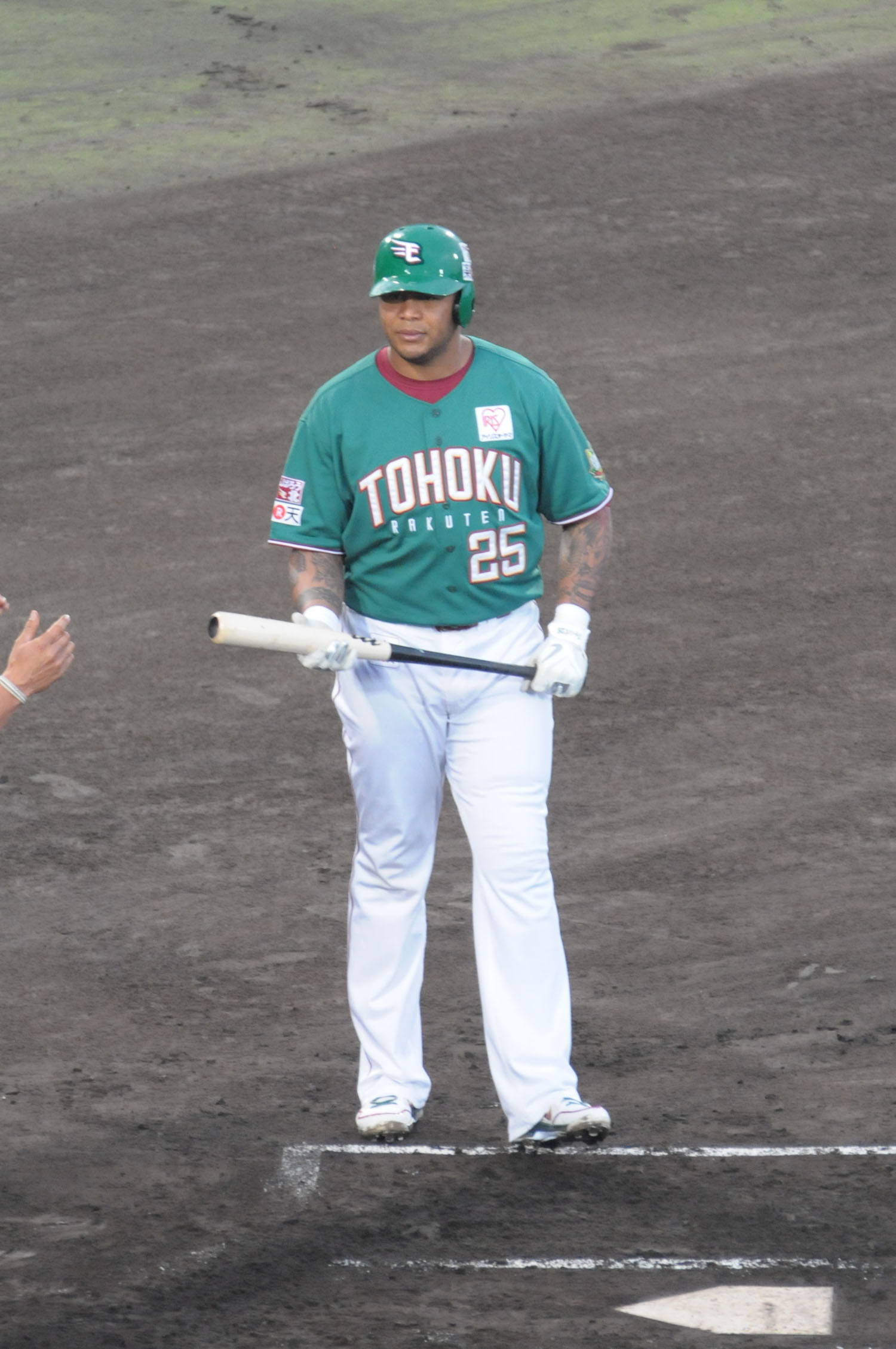
2013年7月31日、こまちスタジアムにてアンドリュー・ジョーンズ

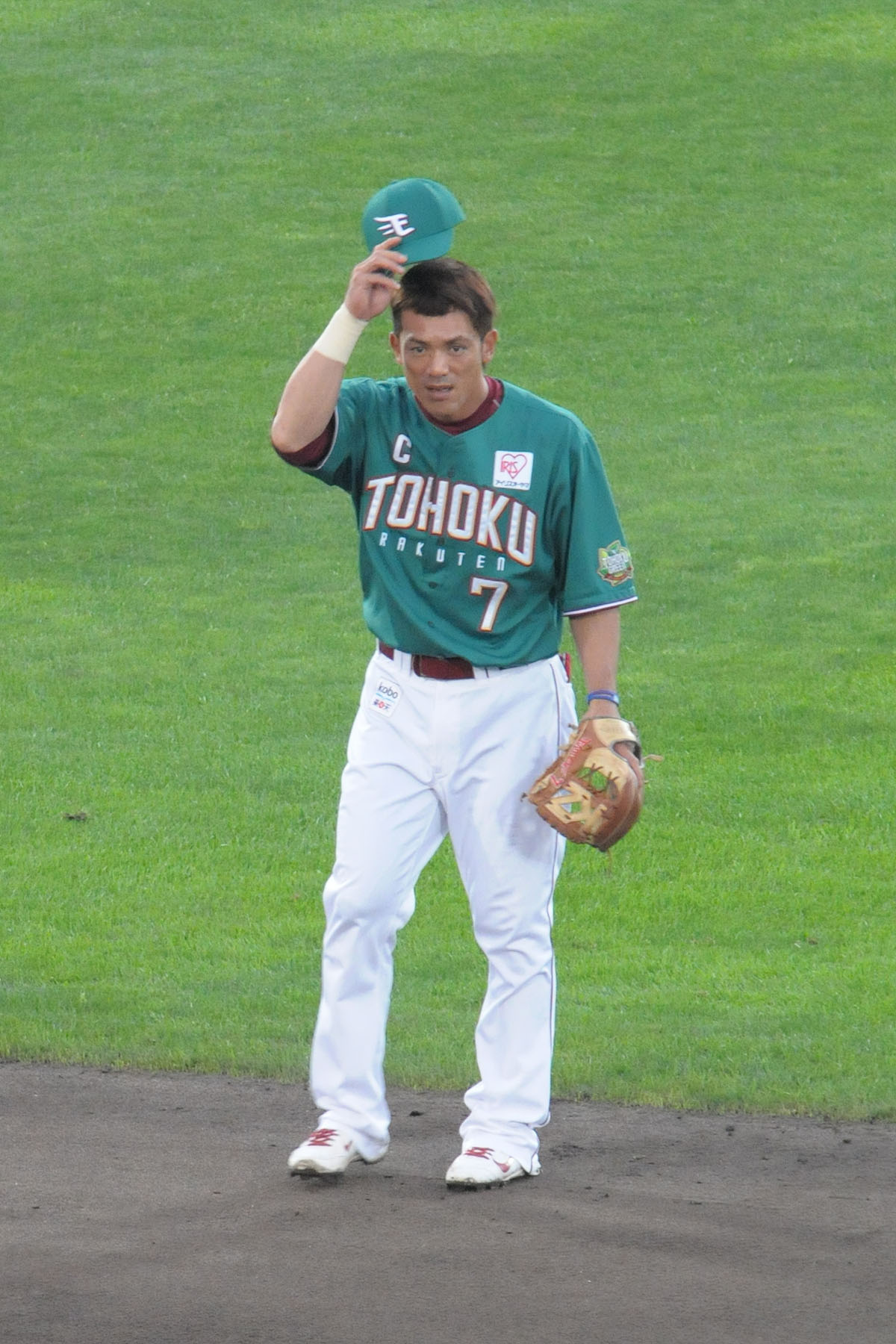
2013年7月31日、こまちスタジアムにて松井稼頭央

7月4日、1位の千葉ロッテマリーンズとの首位攻防戦に勝利し、楽天は首位に並んだ。6月以降に首位に立ったのは球団史上初で、以降、楽天はリーグ優勝決定まで一度も2位以下になることはなかった。5日のソフトバンク戦では則本がプロ最短の1回4失点で降板するが、翌6日のソフトバンク戦にリリーフ登板して3回1/3を無失点で切り抜けて勝利投手となり、楽天も単独首位に立った。
9日、田中はシーズン2度目となる完封勝利を挙げ、6月9日の対読売ジャイアンツ戦より続けている連続無失点イニング記録を40に伸ばした。記録はどこまで伸びるか注目されたが、16日の対オリックス・バファローズ戦の3回1アウト3塁の場面で、安達了一に適時打を打たれパ・リーグ歴代4位の42イニングでストップした。17日に前半戦（オールスター前まで）が終了してチームは首位で折り返し、24日には後半戦が開幕。
7月は14勝6敗1分・月間勝率.700。7月終了時点でのシーズン成績は52勝36敗1分・勝率.591で首位。楽天は「勢いを加速させた」。田中は3ヶ月連続で月間MVPを獲得。3ヶ月連続獲得はパ・リーグでは初で、セントラル・リーグを含めてもこれまでアレックス・ラミレスが1回達成したのみであった。

### 8月
8月9日の試合で田中は7回無失点で勝利投手となり日本プロ野球新記録の開幕16連勝を達成。16日には2012年8月26日からの連勝記録を21とし日本プロ野球新記録を達成した。
一方でチームは8月22日までに5連敗を喫しロッテとのゲーム差が2.5に縮まった。星野監督は「まだひとヤマもふたヤマもある」とコメント、山場はまだ先にあるとした。翌23日、田中がロッテとの首位攻防戦で7回無失点に抑えて勝利投手となりチームの連敗を5で止めた。翌24日のロッテ戦は、抑え投手のダレル・ラズナーが右ひじを痛め降板したものの、緊急登板した斎藤が日本復帰後初となるセーブを挙げ、事なきを得た。ラズナーは翌25日に出場選手登録を抹消され、楽天は抑え投手を日替わりで起用することになった。
その25日はプロ3年目でシーズン初打席の榎本葵がサヨナラ安打を打ち2位のロッテを相手に3連勝しゲーム差を5.5とした。星野はパ・リーグ優勝決定後のインタビューにおいて「今年行けそうかなと手ごたえを感じたのはいつ頃ですか」という質問に対し、「ロッテに3連勝しまして逆にいけるという思いになった。5連敗の後3連勝してくれまして、9割方確信を持ちました」と答えた。28日の対オリックス戦に勝って球団史上初となる優勝マジック28が点灯。
8月は14勝11敗・月間勝率.560。シーズン成績は66勝47敗1分・勝率.584で首位を死守。田中は4ヶ月連続で月間MVPを受賞。4ヶ月連続・年間4度の月間MVP獲得は共に日本プロ野球初であり、通算11度目の受賞も日本プロ野球史上最多となった。
また球団はかねてから日本野球機構に要望されていたKスタ宮城の客席の増設に着手した。

### 9月
9月1日のソフトバンク戦で負けて一旦点灯した優勝マジックが消滅。星野は「マジックなんて消えるもの。壊れた蛍光灯みたいなもんや」というコメントを残している。3日からKスタ宮城の三塁側内野席の外野寄りに新設した特設スタンド（936席）の使用が開始された。5日にはロッテがオリックスに敗れたため優勝マジック22が再点灯した。9日、ラズナーが右ひじの検査を受けるためにアメリカへ帰国した。13日よりKスタ宮城の左翼席に新設された特設スタンド（1249席）の使用が開始され、最大収容人数が2万5651人となった。また、同スタンドの愛称は「栗駒」で、3日より使用されている三塁側内野席の特設スタンドの愛称は「蔵王」となった。
同日、田中は2失点完投勝利を挙げ同一シーズン連勝記録を21とし日本プロ野球新記録を樹立した。一方、同試合ではこれまで9番打者として打線のつなぎ役を担ってきた島内宏明が守備で左肩を痛め、全治6週間 - 8週間と診断され、スポーツニッポンはレギュラーシーズン・クライマックスシリーズへの出場は絶望的と報道した。また、デイリースポーツは「今季中の復帰は絶望的」と報道した。14日には、ラズナーが右ひじの側副靱帯再建手術（トミー・ジョン手術）を受け、全治10ヶ月 - 12ヶ月と診断された。
17日、対ソフトバンク戦（Kスタ宮城）に勝利し、ロッテが負けたため優勝マジックが1桁の9となった。星野は「もうとぼけたことは言ってられない。（優勝の）計算、意識はしています。前に進むだけ」とコメントした。22日の対北海道日本ハムファイターズ戦（札幌ドーム）で勝って、2009年以来2度目となるクライマックスシリーズ進出が決定。優勝マジックは5となった。翌23日の同戦では6月2日に支配下選手登録された宮川将がプロ初先発し7回1安打無失点でプロ初勝利を挙げた。チームは球団史上最多となるシーズン78勝目をマークし優勝マジックは3となった。
24日の対埼玉西武ライオンズ戦（西武ドーム）ではここまでシーズン14勝をマークしている則本が先発し、7回まで無失点に抑えたが、8回に3失点で西武に逆転され降板。9回表に枡田慎太郎のソロ本塁打で追いついたものの、その裏に青山浩二がサヨナラ打を浴び敗北した。2位ロッテが日本ハムに勝利したため優勝マジックは3のまま変化はなかった。25日の同戦では1回に先発のジム・ハウザーが栗山巧に頭部死球を与え退場。緊急登板した福山博之が4回1/3を無失点に抑える好投を見せるも、9回に加藤大輔がサヨナラ本塁打を打たれ て連敗。これで西武ドームでの試合は4試合連続サヨナラ負けとなった。一方の2位ロッテは日本ハムに敗北したため優勝マジックは2となった。そのため、翌26日の試合で楽天が勝ちロッテが負ければ楽天の初優勝が決まるという状況になった。監督の星野は、エースの田中をブルペン待機させ、胴上げ投手として起用することを明言した。

#### 優勝決定戦

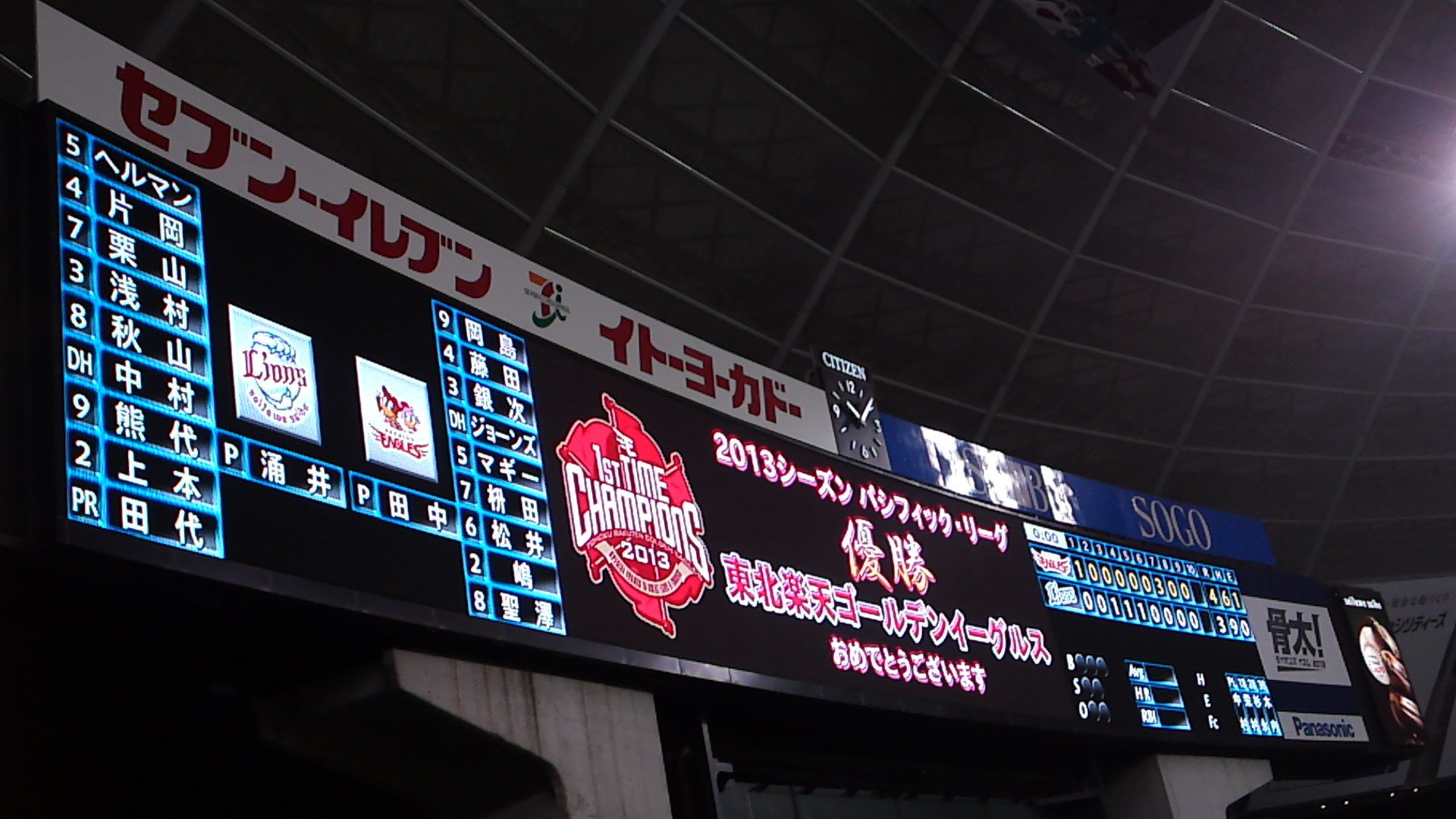
2013年9月26日、西武ドームにて、パ・リーグ優勝時のスコアボード

9月26日、対西武戦（西武ドーム）。ロッテは楽天vs西武戦が終了する前に 日本ハムに敗北した。そのため勝てば優勝が決定するという状況となり、9回に田中が登板した。田中はピンチを招くが後続を断ち西武に勝利。楽天は初のパ・リーグ制覇。またクライマックスシリーズ・ファイナルステージへの進出も同時決定。
楽天は1回、押し出し四球により1点先制するが、3回・4回と先発美馬学がソロ本塁打を打たれて西武に勝ち越され、5回にも適時安打を打たれ点差が2点となった。6回、美馬は先頭打者に四球を与えたところで降板し、投手はハウザーに交代。ハウザーは後続を断ち0点に抑えた。7回、2点を追う楽天 は聖澤諒・岡島豪郎・銀次がチャンスを作り二死満塁とし、アンドリュー・ジョーンズが右中間に走者一掃の適時二塁打を打ち 4-3と逆転した。ジョーンズは送球間に三塁へ進塁し、西武の捕手が送球を逸らしたのに乗じ本塁へ突入したものの、アウトとなった。一方、ハウザーはピンチを招くが0点に抑えた。8回、ハウザーは左肩の違和感により降板し、斎藤が緊急登板することになったが、斎藤は後続の打者2人を抑えた。
9回表、楽天は3者凡退し、裏のマウンドには田中が向かった。田中は投球練習が終わった際、1軍投手コーチの佐藤義則に日本ハムが勝利したことを教えられ、勝てば優勝が決まることを知った。田中は鬼崎裕司、エステバン・ヘルマンに出塁を許し、片岡治大の犠打により1死2・3塁のピンチを招く。次打者の栗山には150km/h台の直球で勝負し見逃し三振に抑え、続く浅村栄斗にも直球で勝負し、最後は空振り三振に抑えた。栗山・浅村には都合8球連続で直球を投げ連続三振でピンチを脱し胴上げ投手となった。チームは創設9年目で初のリーグ優勝を成し遂げた。

##### スコアボード
（出典：）
|      | 1 | 2 | 3 | 4 | 5 | 6 | 7 | 8 | 9 | R | H | E |
| ---- | - | - | - | - | - | - | - | - | - | - | - | - |
| 楽天 | 1 | 0 | 0 | 0 | 0 | 0 | 3 | 0 | 0 | 4 | 6 | 1 |
| 西武 | 0 | 0 | 1 | 1 | 1 | 0 | 0 | 0 | 0 | 3 | 9 | 0 |

1. （楽天9勝11敗2分）
2. 楽：美馬（5回0/3）- ○ハウザー（2回1/3）- H斎藤（0回2/3）- S田中（1回）
3. 西：増田（4回1/3）- H高橋（0回2/3）- ●野上（2回）- 涌井（2回）
4. 勝利：ハウザー（2勝1敗0S）
5. セーブ：田中（22勝0敗1S）
6. 敗戦：野上（8勝7敗）
7. 本塁打
西：鬼崎2号（3回1点・美馬）、秋山12号（4回1点・美馬）
8. 審判
［球審］中村
［塁審］栄村（1B）、杉永（2B）、木内（3B）
9. 開始：18時01分　有料入場者：27,869人　時間：3時間46分[102]

##### オーダー
（出典：）
| 楽天 | 楽天 | 楽天       |
| 打順 | 守備 | 選手       |
| ---- | ---- | ---------- |
| 1    | (右) | 岡島       |
| 2    | (二) | 藤田       |
| 3    | (一) | 銀次       |
| 4    | (指) | ジョーンズ |
| 5    | (三) | マギー     |
| 6    | (左) | 枡田       |
| 7    | (遊) | 松井       |
| 8    | (捕) | 嶋         |
| 9    | (中) | 聖澤       |

| 西武 | 西武 | 西武     |
| 打順 | 守備 | 選手     |
| ---- | ---- | -------- |
| 1    | (三) | ヘルマン |
| 2    | (二) | 片岡     |
| 3    | (左) | 栗山     |
| 4    | (一) | 浅村     |
| 5    | (中) | 秋山     |
| 6    | (指) | 中村     |
| 7    | (右) | 坂田     |
|      | 打右 | 熊代     |
| 8    | (捕) | 炭谷     |
|      | 打捕 | 上本     |
| 9    | (遊) | 鬼崎     |
|      | 走   | 田代     |

##### 9月26日時点での順位表
（出典：）
| パ・リーグ   | 勝 | 敗 | 分 | 率   | 差   |
| ------------ | -- | -- | -- | ---- | ---- |
| 楽天         | 79 | 53 | 2  | .598 | —    |
| ロッテ       | 70 | 63 | 2  | .526 | 9.5  |
| ソフトバンク | 69 | 66 | 2  | .511 | 11.5 |
| 西武         | 66 | 65 | 4  | .504 | 12.5 |
| オリックス   | 61 | 68 | 4  | .473 | 16.5 |
| 日本ハム     | 62 | 72 | 2  | .463 | 18.0 |

なおこの試合はKスタ宮城でパブリックビューイングが開催された。
優勝決定時点での9月の成績は13勝6敗1分で勝率は.684。田中は5ヶ月連続で月間MVPを獲得した。

### 10月
3日、Kスタ宮城の座席数が217席増やされ、最大収容人数が2万5868人となった。
8日、田中はレギュラーシーズン最終登板において7回2失点で勝利投手となり開幕24連勝を達成。2012年8月26日からの連勝記録も28に伸ばした。無敗の最多勝利・無敗の20勝以上は日本プロ野球史上初の快挙。最多勝以外にも勝率第一位投手賞（1.000）・最優秀防御率（1.27）を獲得し、投手「3冠」となった。

### レギュラーシーズン総括
楽天は10月13日にレギュラーシーズンの全日程を終了し、82勝59敗3分で2位西武と7.5ゲーム差という結果になった。初優勝した理由について、星野は「田中だけじゃない。みんながしっかりと投げ抜いて、ここを守ってくれました」「選手を褒めなきゃいけないですよね」と優勝インタビューで答えた。
毎日新聞は「「田中が投げれば勝つ」という空気」があったと述べ、「田中の存在抜きには語れない」とした。スポーツニッポンは「優勝の立役者はもちろん田中」と評価し、サンケイスポーツは「エース田中がけん引」とした。阿部珠樹は「大きかったのは田中のピッチングとそれを支えた嶋基宏のリード」と述べ、田中と嶋のコンビを評価した。
その嶋は、東日本大震災後の慈善試合で「見せましょう野球の底力を」という言葉を含むスピーチを披露したことが重荷になっていた。震災以降「スピーチによる重圧」で時間を「長く感じた」のだという。しかし「きょうの優勝で救われた」とコメントした。
毎日新聞は、田中以外の投手では則本を評価し「年間を通じて活躍」とした。一方、リリーフ投手については「不安は年間を通じてつきまとった」とした。スポーツニッポンは則本について「新人の奮闘」「則本の力投」と表現した。週刊ベースボールは「先発の2本目の柱」と評価した。
打線は、ジョーンズとマギーが評価された。スポーツニッポンは「MJ砲が打線の軸」とし、毎日新聞は2012年のシーズンと比べ「2人で（本塁打）50本以上」を打ったことにより本塁打が増える一方、盗塁数が減ったことから「2人の加入はチームの戦い方までを変えた」とした。また、この2名はチームに貢献するという姿勢が見られる。ジョーンズは「“チーム第一”の四球」と評されるなど、シーズン両リーグ最多の四球（105個）を選び、マギーも内野守備の際に積極的に投手に声をかけに行くという姿勢が見られた。
守備では、セカンドを守る藤田が評価された。毎日新聞は「何度も好守でチームを救った」とし、元楽天投手の山村宏樹は「今季の勝ち星で10〜15は藤田選手の守備がもたらした」と評価した。
日本の政界では、内閣官房長官の菅義偉が「東北の人々に夢と希望」と述べ、楽天に対し賛辞を述べた。宮城県知事の村井嘉浩は「これで復興にはずみがつく。」と喜びを表し、田中に対しては県民栄誉賞を贈呈する意向を示した。岩手県知事の達増拓也も「素晴らしい」と述べ、岩手県出身の銀次についてもその活躍をたたえた。

## ポストシーズン

### クライマックスシリーズ
クライマックスシリーズ ファーストステージはレギュラーシーズン3位であったロッテが2勝1敗で勝ち上がり、ファイナルステージで楽天と対戦することとなった。
10月17日に行われたファイナルステージ第1戦（Kスタ宮城）では、田中将大が完封勝利を挙げ、2013年のレギュラーシーズンから通算し25連勝を達成し、2012年からの連勝記録も29へと伸ばした。打線は銀次の本塁打とケーシー・マギーの適時安打 により2点を挙げた。田中は銀次の本塁打について「じぇじぇじぇ！」と驚きを表現した。また、二塁手の藤田一也は2回1死1・2塁の状況で「0・1秒早い一塁転送」を見せ、併殺を完成させ、田中を守備で援護した。これで楽天はアドバンテージを含め2勝とした。また、この日よりKスタ宮城の最大収容人数が1097人増やされ、2万6965人となった。
18日に行われた第2戦（Kスタ宮城）では、則本昂大が9回4安打1失点125球の熱投を見せたが、延長10回にリリーフ投手が打ち込まれ、楽天は敗北した。これで楽天はアドバンテージを含め2勝1敗となった。
19日に行われた第3戦（Kスタ宮城）では、美馬学が自身プロ初となる完封勝利を挙げた。美馬は4日に登板した際、4度の手術歴がある右肘に痛みを覚え途中降板し、約2週間ぶりの登板であった。打線は2回、2死1・3塁から嶋基宏の二塁打により2点を挙げた。1塁走者の松井稼頭央は、本塁に突入する際、バックネット方向に回り込むことを考えていたが、ロッテ捕手の里崎智也の足の間が空いたのを見て、その隙間に手を伸ばしホームベースに触れ、生還に成功した。これで楽天はアドバンテージを含め3勝1敗とし、クライマックスシリーズ突破まで後1勝とした。20日に行われる予定だった第4戦は、雨天中止となり、予告先発投手だった辛島航は翌21日の第4戦にスライド登板することになった。
その21日に行われた第4戦（Kスタ宮城）では、1回にアンドリュー・ジョーンズの犠飛、2回には銀次の適時安打などで3点を先取。4回にはG.G.佐藤の3ランホームランなどで逆転されたが、ジョーンズの2ランホームランで再逆転、7回には根元俊一のタイムリー安打で同点に追いつかれるも、マギーがソロホームランを打って勝ち越した。8回には則本が角中勝也、サブロー、クレイグ・ブラゼルを抑えると、その裏には藤田・銀次のタイムリー安打により点を追加。9回、楽天は田中が登板し、鈴木大地・金澤岳を抑えた後、根元・福浦和也に安打を許すが、井口資仁が凡退し試合終了。楽天は8-5でロッテに勝利し、球団創設9年目にして初となる日本シリーズへの進出を決めた。クライマックスシリーズのMVPには、1勝1Sの成績を挙げた田中が選ばれた。
一方、2013年のセントラル・リーグクライマックスシリーズは巨人がアドバンテージを含め4勝で勝ち上がり、日本シリーズ進出を決めた。

### 日本シリーズ
コナミ日本シリーズ2013（2013年の日本シリーズ）は、パ・リーグからは球団創設9年目で初出場となる楽天が出場し、セ・リーグからは2年連続の日本一を目指す巨人が出場した。試合が行われる球場は、Kスタ宮城と東京ドームである。ロッテオリオンズはかつて仙台を準本拠地としていた頃にリーグ優勝した経験を持っているが、球場の収容人数の少なさが問題となり、後楽園球場で日本シリーズが行われたため、東北地方で日本シリーズが行われるのはこれが初となる。下馬評では巨人有利と報道されていた。
10月24日、スポーツニッポンは左肩を負傷していた島内宏明が代打要員としてベンチ入りする予定があると報じた。同日には、日本シリーズの出場資格者名簿が発表された。
一方、田中は21日に行われたクライマックスシリーズ第4戦登板による疲労を考慮され、第1戦の先発を回避し、先発マウンドには則本が上がることになった。則本もクライマックスシリーズ第4戦に登板していたが、投手コーチの佐藤義則が「則本の方が元気」と判断し、則本の先発が決まった。
26日に行われた第1戦（Kスタ宮城）では、則本が8回2失点と好投を見せたが、打線はあと1本が出ず、巨人の投手内海哲也と、スコット・マシソン - 山口鉄也 - 西村健太朗（スコット鉄太朗）に完封リレーされ敗北した。また、この日よりKスタ宮城の最大収容人数が1155人増やされ、2万8120人となった。
27日に行われた第2戦（Kスタ宮城）では、田中が9回1失点で完投勝利を挙げ、2013年のレギュラーシーズンから通算し26連勝を達成し、2012年からの連勝記録も30へと伸ばした。田中は「初戦に投げないことで、いろんなとこでいろんな人が言っていた。黙らせないとなと思っていた」とコメントした。打線は、銀次の適時安打・藤田の適時内野安打 により2点を挙げた。藤田の内野安打に関しては微妙な判定となり、巨人の監督の原辰徳が審判に抗議したが、抗議は認められなかった。また外国人コンビのジョーンズとマギーもそれぞれ3出塁した。これで楽天は1勝1敗のタイとした。
29日に行われた第3戦（東京ドーム）では、美馬が5回2/3を無失点に抑え、日本シリーズ初先発初勝利を挙げた。美馬は6回2アウトから阿部慎之助の打球を右足甲に受け降板したものの、右頬骨骨折の影響でフェースガードを着用し、緊急登板したケニー・レイが2回1/3を1失点に抑え、最終回は横浜時代の1998年以来の日本シリーズ登板となった斎藤が3者凡退に抑えた。打線は、藤田・銀次・ジョーンズの適時安打により5点を挙げた。これで楽天は2勝1敗とした。
30日に行われた第4戦（東京ドーム）では、1回にジョーンズが3点本塁打を打って先制した。ジョーンズは1996年のワールドシリーズでもホームランを打っており、日本シリーズ・ワールドシリーズ双方で本塁打を記録した。これはジョニー・ローガン、ロイ・ホワイト、松井秀喜以来となる史上4人目の記録である。ジョーンズ以外にも藤田が3試合連続適時安打を打つなど打線の調子は良かったが、宮川将がワンアウトを取れないまま被安打1・与四死球3で降板するなど、投手陣が合計12四死球を出し逆転負けした。これで楽天は2勝2敗となった。
31日に行われた第5戦（東京ドーム）では、クライマックスシリーズで先発したものの4回4失点で降板した辛島が先発マウンドに上がった。辛島は4回まで巨人打線に安打を許さず、5回に安打を打たれたものの後続を抑え、5回1安打無失点に抑えた。打線は3回、岡島豪郎が日本シリーズ初打点となる適時安打を打ち先制すると、銀次の適時二塁打で点を追加。投手は、チーム首脳陣が思い描いていた「勝っていれば6回から則本」のシナリオ通り、6回から辛島から則本にスイッチ。その則本は7回村田修一にソロ本塁打を浴び、1点差で迎えた9回、先頭打者の高橋由伸に二塁打を打たれると、1死1・3塁の場面で再び村田を打席に迎えた。村田には投ゴロを打たせたが、則本は取りきれず同点に追いつかれた。なおもサヨナラ負けのピンチであったが、監督の星野は投手を代えず則本は続投。ここで則本はピンチをしのぎ、試合は延長戦に突入した。
10回、先頭打者として打席に立った則本は四球を選び出塁、続く岡島は送りバントを成功させた。藤田は左ふくらはぎに死球を受け一旦ベンチ裏に下がるが、グラウンドに戻り楽天ファンの声援を受けた。続く銀次は「オレが決めるんだ」という気持ちで打席に入り、1死1・2塁から適時安打を打った。2塁走者の則本は本塁に生還し、1塁走者の藤田は3塁まで走ったが、左ふくらはぎをかばいながらの走塁だったため、左太ももの裏が吊ったという。次のジョーンズの打席の途中で藤田は代走を告げられ交代した。そのジョーンズは内野安打を打ち、3試合連続となる打点を記録した。続くマギーも安打を打ち、巨人投手の西村を交代させた。その裏、則本はマウンドに向かう途中、岡島が「藤田さんの分まで頑張ろう！」と言うのを聞いて「涙が出そうになった」という。森山周の好守もあり、則本は2点差を守りきり勝利投手となった。これで楽天は3勝2敗とし、日本一へ後1勝とした。
この時点で11月2日に行われる第6戦目の先発は田中と予想されており、11月1日には予告先発投手が楽天田中・巨人菅野智之と発表された。デイリースポーツ記者の水足丈夫は、第6戦で田中が勝利すると判断し、11月3日のホテルの予約を取っていなかったという。また、元巨人の橋本清は「田中投手の先発が予想されますので、巨人にとっては大変厳しい」と予想しながらも、巨人打線が田中を打ち崩すためのポイントについて解説した。元楽天の山村宏樹は「巨人は究極に追い込まれましたね。負けられない試合で、負けない男と対峙しなければならない。」「日本一への流れは完全に楽天に来た」とコメントし、田中が巨人打線を眠らせておくためのポイントについて解説した。さらに、過去のデータも楽天有利を示していると報道されており、スポーツニッポンは「初出場で先に王手なら過去6チーム全て優勝」と報道した。
11月2日に行われた第6戦（Kスタ宮城）では、ポストシーズンを含め今季26連勝で、2012年から公式戦30連勝中の田中が先発マウンドに上った。打線は2回、四球・安打・巨人の失策等で2点を先制。しかし、2点をリードして迎えた5回、1死2塁から田中のスプリットをホセ・ロペスに打たれ、本塁打を浴び同点。続いて2死1・3塁から高橋由にシュート回転して甘くなった直球を打たれ、逆転された。捕手の嶋はこの1球について「（配球を）読まれた。僕のミス」とコメントしている。6回にも田中は村田に二塁打を打たれ、ロペスの内野ゴロで村田が本塁に生還し、追加点を許した。7回、球数が120を超えた田中は、監督の星野に交代を打診されたが、志願して続投。9回表2死2塁の場面、田中は高橋由を2ボール2ストライクと追い込み、この日160球目となる場面で152km/hの直球を投げ、高橋由を空振り三振に抑えた。9回裏、打線はマシソンにジョーンズ、マギーが抑えられる など逆転することはできず、田中は9回4失点完投負けという結果に終わった。これで楽天は3勝3敗となり、巨人に逆王手をかけられた。
田中は今季公式戦初黒星で、公式戦で敗北したのは、2012年8月19日の西武戦以来440日ぶりとなる。また、ポストシーズンを含めた連勝記録は30でストップした。田中が打たれた原因について、吉井理人は「コントロールの乱れ」があり、中でも「スプリットのコントロールミスが多かったと分析した。週刊ベースボールも「伝家の宝刀・スプリットが抜ける場面が多く」と評価した。吉井はまた「右打者に対してのツーシーム」・「左打者に」対する「インコースの真っすぐ」にもコントロールミスが見られたとしている。翌日のブルペン待機について、田中は「自分のできることをやりたい」とコメントし、その可能性を残したが、日刊スポーツの古川真弥は「160球も投げた翌日にブルペン待機はないだろう」とした。
この試合の観客動員数はKスタ宮城過去最高となる2万5271人を記録した。また、球場の外周にもファンが集まり、その数は把握されていないが、楽天の担当者によれば「1万人以上」だという。球場の正面広場および外周では、入場制限が行われた。テレビの平均視聴率は仙台地区で42.7%で、瞬間最高視聴率は48.5%であった。
11月3日に行われた第7戦（Kスタ宮城）では、第3戦で5回2/3を無失点に抑えた美馬が先発した。また、ベンチ入り選手の中には、前日160球を投げた田中、第5戦で79球を投げ、第6戦でもベンチ入りした則本の名前もあった。試合は1回、美馬の立ち上がりが不安定で、2死満塁とされたが、坂本勇人を抑えると、打線は四球・二塁打で2死二・三塁とし、坂本の失策により先制。2回も2死2塁から岡島が適時二塁打を打ち、巨人先発の杉内俊哉 を交代させた。4回には、牧田明久が本塁打を打ち追加点を挙げた。一方、美馬は6回を1安打無失点に抑え、7回からは則本がマウンドへに上がり、2回を無失点に抑えた。
9回には、前日160球を投げた田中がマウンドへ上がった。通常、抑えの投手が9回に登板するときの登場曲は「ファイナル・カウントダウン」であるが、田中が9回に登板するときに限りFUNKY MONKEY BABYSの「あとひとつ」が使われる。田中の登場時、スタジアムは大歓声で湧きかえり、「あとひとつ」が大合唱されたという。田中は、先頭打者の村田にヒットを打たれ、その後2死までこぎつけるが、ロペスにヒットを打たれ2死1・3塁のピンチとなった。次打者の代打矢野謙次に対しては、1ボール2ストライクから、142 km/hのスプリットで空振り三振を奪った。楽天は球団創設9年目にして初の日本一となり、田中は三度胴上げ投手となった。
この試合の観客動員数は2万5249人であった。また、球場の正面広場および外周で行っていた試合中継の場所が変更され、Kスタ宮城の隣にある仙台市陸上競技場で行われた。同競技場には、1万人以上の人が集まったという。テレビの平均視聴率は仙台地区で44.0%で、瞬間最高視聴率は60.4%であった。
日本シリーズのMVPにはシリーズ2勝で、11回2/3を無失点に抑えた美馬が選ばれた。美馬はポストシーズン全体では3戦3勝で、20回2/3を無失点に抑えた。また、優秀選手賞には田中・銀次が選ばれた。田中はシリーズ全体で1勝1敗1Sの成績であった。銀次はシリーズ全体で2度決勝打を打ち、チーム1位タイとなる5打点を挙げた。また、鷲田康は“陰のMVP”として、則本を選んだ。鷲田は、日本一達成後の記者会見における監督の星野のコメントを理由として「最後の最後にチームの命運をかけて指揮官が送り出したのは（中略）ルーキー右腕だった」とし、則本に対し賛辞を述べた。荒木大輔は、巨人打者の内角を攻める強気のリードをした嶋をMVPに選んだ。

### アジアシリーズ

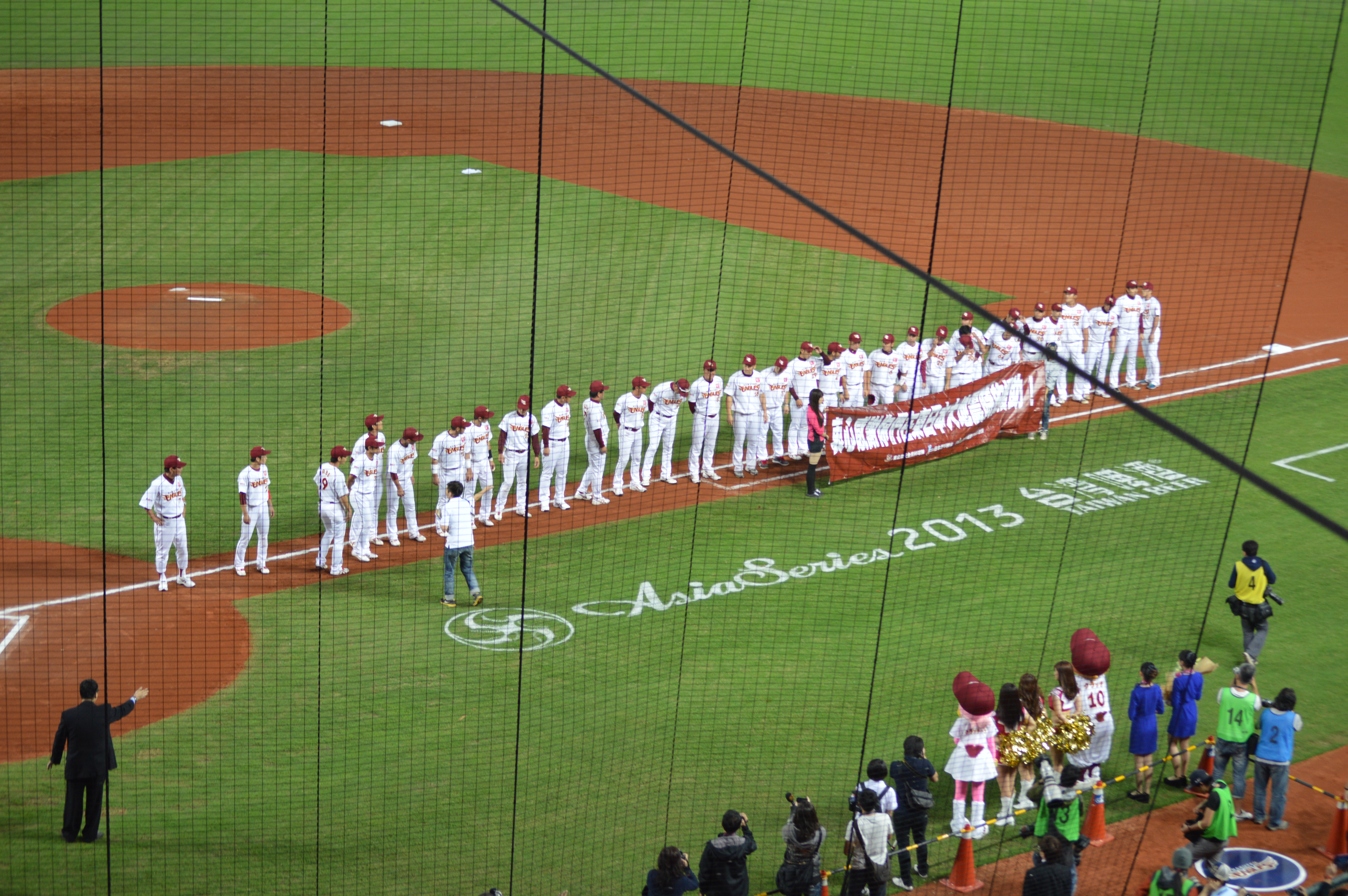
2013年11月、アジアシリーズにおいて

楽天は日本一になったことにより、台湾で行われるアジアシリーズに出場することになった。田中はアジアシリーズには参加せず、国内に残る予定であったが、星野のかつての弟子にあたる郭源治からの要望があり、登板予定はないものの、急遽帯同することになった。また、則本も登板予定はないものの、帯同することになった。美馬はシーズン中に何度か右ひじ痛で出場選手登録を抹消されたため、ベテラン斎藤・松井と共にメンバーから外れた。また、外国人選手も出場しない。11月11日には、台湾遠征の帯同メンバーが発表された。
楽天はキャンベラ・キャバルリー（以下、キャンベラ・オーストラリア代表・2012年 - 2013年のオーストラリアン・ベースボールリーグ優勝）、義大ライノズ（以下、義大・台湾代表・2013年の台湾シリーズ準優勝）と共に予選リーグB組に配置された。11月15日に行われた義大との予選リーグ戦（台中インターコンチネンタル野球場）では、先発の辛島が5回1/3を1失点に抑え、打線は7回に聖澤諒が適時打を打ち同点に追いつくと、8回に5点を挙げ、6-1で勝利した。16日にキャンベラが義大に勝利したことにより、楽天は予選リーグB組2位以内が確定し、準決勝進出が決まった。17日に行われたキャンベラとの予選リーグ戦（桃園国際野球場）では、小関翔太の走者一掃の二塁打・長谷部康平の3イニング連続3者凡退等により、6-3で勝利した。楽天は予選リーグB組1位となり、準決勝ではA組2位の統一セブンイレブン・ライオンズ（以下、統一）と対戦することになった。11月19日に行われた統一との準決勝（台中インターコンチネンタル野球場）では、宮川が2回途中で降板し、打線も聖澤の犠飛による1点のみで終わり、1-4で敗退した。日本からアジアシリーズに出場したチームが決勝に進出できなかったのは初となった。

### その他のポストシーズン

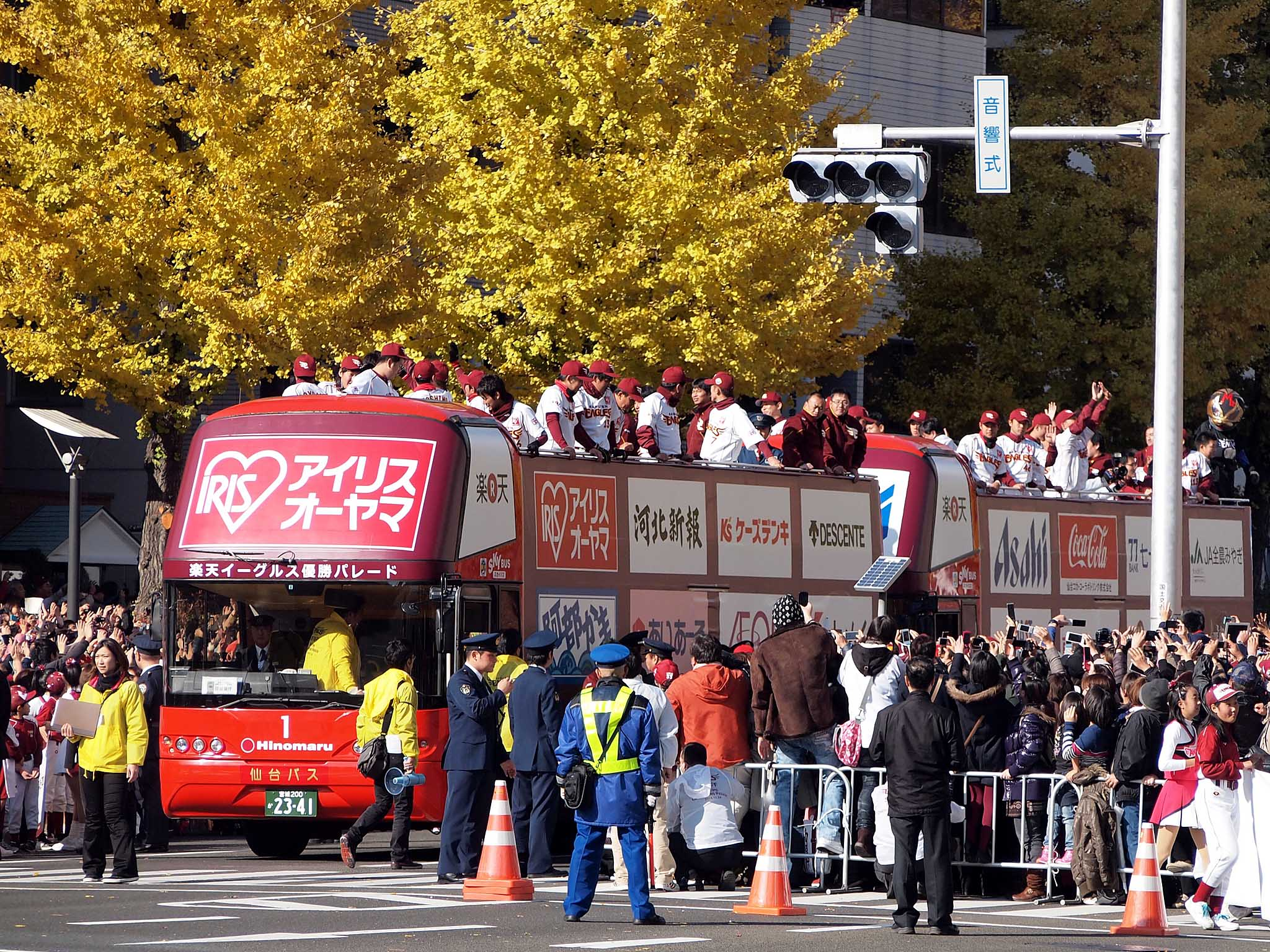
2013年11月、仙台市の東二番丁通りで開催された優勝パレード

11月23日、ファン感謝祭が行われ、その中で田中のギネス世界記録の表彰式が行われた。記録は以下の3つが認定された。
- 単独シーズン連続勝利数：24
- 公式戦連続勝利数：28（2021年4月17日に敗れ28でストップ[226]。）
- 連続勝利数：30

11月24日、球団初となる優勝パレードが仙台市の東二番丁通りで行われ、沿道には21万4千人のファンが集まった（パレード実行委員会調べ）。メジャーリーグのチームに移籍する可能性のある田中にとって、これが最後のユニホーム姿になる可能性があり、ファンに向かって何回か「ありがとう」と叫んだ。また、松井は「ミッキーマウスになったみたい」とコメントした。
11月26日、プロ野球コンベンション2013が開催され、2013年度のパ・リーグ最優秀選手(MVP)に田中が選ばれた。パ・リーグの有効投票総数233の全ての1位票を独占（満票）しての受賞となった田中は、ベストナインも満票で受賞しており、史上2人目のダブル満票での受賞となった。また、正力松太郎賞を受賞した星野、パ・リーグ最優秀新人賞を受賞した則本の表彰も行われた。
12月2日、新語・流行語大賞の選考委員特別賞に「被災地が、東北が、日本がひとつになった　楽天、日本一をありがとう」が選ばれ、代表して嶋と美馬が受賞した。

## 記録

### チーム
成績表
| 順位 | 球団                         | 勝 | 敗 | 分 | 勝率 | 差   |
| 1位  | 東北楽天ゴールデンイーグルス | 82 | 59 | 3  | .582 | 優勝 |
| 2位  | 埼玉西武ライオンズ           | 74 | 66 | 4  | .529 | 7.5  |
| 3位  | 千葉ロッテマリーンズ         | 74 | 68 | 2  | .521 | 8.5  |
| 4位  | 福岡ソフトバンクホークス     | 73 | 69 | 2  | .514 | 9.5  |
| 5位  | オリックス・バファローズ     | 66 | 73 | 5  | .475 | 15.0 |
| 6位  | 北海道日本ハムファイターズ   | 64 | 78 | 2  | .451 | 18.5 |

| 順位 | 球団                         | 勝 | 敗 | 分 | 勝率 | 差   |
| 1位  | 福岡ソフトバンクホークス     | 15 | 8  | 1  | .652 | 優勝 |
| 2位  | 東北楽天ゴールデンイーグルス | 15 | 9  | 0  | .625 | 0.5  |
| 3位  | 読売ジャイアンツ             | 13 | 10 | 1  | .565 | 2.0  |
| 4位  | 北海道日本ハムファイターズ   | 13 | 10 | 1  | .565 | 2.0  |
| 5位  | 千葉ロッテマリーンズ         | 13 | 10 | 1  | .565 | 2.0  |
| 6位  | オリックス・バファローズ     | 13 | 10 | 1  | .565 | 2.0  |
| 7位  | 阪神タイガース               | 12 | 11 | 1  | .522 | 3.0  |
| 8位  | 広島東洋カープ               | 11 | 13 | 0  | .458 | 4.5  |
| 9位  | 埼玉西武ライオンズ           | 11 | 13 | 0  | .458 | 4.5  |
| 10位 | 中日ドラゴンズ               | 10 | 13 | 1  | .435 | 5.0  |
| 11位 | 東京ヤクルトスワローズ       | 7  | 16 | 1  | .304 | 8.0  |
| 12位 | 横浜DeNAベイスターズ         | 7  | 17 | 0  | .292 | 8.5  |

その他
- シーズン最高順位：1位
- シーズン最多勝利：82勝（78勝目の時点で最多[84]）
- シーズン最高勝率：.582
- シーズン観客動員数：1試合平均1万7793人（球団史上最多）[233]

### 個人
- 星野仙一
  - 正力松太郎賞[234]
- 田中将大
  - パ・リーグ最優秀選手(MVP)（1位票満票（233票=1165点））[230]
  - ベストナイン（パ・リーグの投手では史上3人目の満票（228票）[235]）[236]
  - ゴールデングラブ賞[237]
  - 最多勝利（24勝）[106]
  - 勝率第一位投手賞(1.000)[106]
  - 最優秀防御率(1.27)[106]
  - 最優秀バッテリー賞[238]
  - 沢村賞（満場一致）[239]
  - 正力松太郎賞 特別賞（歴代2人目）[234]
- 嶋基宏
  - ベストナイン[236]
  - ゴールデングラブ賞[237]
  - 最優秀バッテリー賞[238]
- 藤田一也
  - ベストナイン[236]
  - ゴールデングラブ賞[237]
- ケーシー・マギー
  - ベストナイン[236]
- 則本昂大
  - パ・リーグ最優秀新人賞（新人王）（球団史上6年ぶり2人目）[240]

備考
アンドリュー・ジョーンズは両リーグ最多の105個の四球を選んだ。

## 試合結果

### レギュラーシーズン
|   | 3/29 | 3/29       | 5/1 | 5/1        | 6/1 | 6/1        | 7/2 | 7/2        | 8/2 | 8/2        | 9/2 | 9/2          |
| - | ---- | ---------- | --- | ---------- | --- | ---------- | --- | ---------- | --- | ---------- | --- | ------------ |
| 1 | 中   | 聖澤諒     | 遊  | 松井稼頭央 | 遊  | 松井稼頭央 | 中  | 聖澤諒     | 右  | 岡島豪郎   | 右  | 岡島豪郎     |
| 2 | 二   | 藤田一也   | 二  | 藤田一也   | 二  | 藤田一也   | 二  | 藤田一也   | 二  | 藤田一也   | 二  | 藤田一也     |
| 3 | 左   | 枡田慎太郎 | 8   | 聖澤諒     | 中  | 聖澤諒     | 一  | 銀次       | 一  | 銀次       | 一  | 銀次         |
| 4 | 指   | ジョーンズ | 指  | ジョーンズ | 指  | ジョーンズ | 指  | ジョーンズ | 指  | ジョーンズ | 指  | ジョーンズ   |
| 5 | 一   | 銀次       | 一  | マギー     | 一  | マギー     | 三  | マギー     | 三  | マギー     | 三  | マギー       |
| 6 | 三   | マギー     | 三  | 高須洋介   | 三  | 高須洋介   | 右  | 島内宏明   | 左  | 枡田慎太郎 | 左  | 枡田慎太郎   |
| 7 | 遊   | 松井稼頭央 | 右  | 島内宏明   | 左  | 中島俊哉   | 遊  | 松井稼頭央 | 遊  | 松井稼頭央 | 遊  | 松井稼頭央   |
| 8 | 捕   | 嶋基宏     | 捕  | 嶋基宏     | 捕  | 嶋基宏     | 捕  | 嶋基宏     | 捕  | 嶋基宏     | 捕  | 嶋基宏       |
| 9 | 右   | 牧田明久   | 左  | 森山周     | 右  | 鉄平       | 左  | 枡田慎太郎 | 中  | 島内宏明   | 中  | 島内宏明     |
|   | 投   | 則本昂大   | 投  | 田中将大   | 投  | 永井怜     | 投  | 田中将大   | 投  | 田中将大   | 投  | ダッグワース |

| 順位      | 4月終了時         | 4月終了時         | 5月終了時        | 5月終了時        | 6月終了時        | 6月終了時        | 7月終了時           | 7月終了時           | 8月終了時         | 8月終了時         | 最終成績             | 最終成績             |
| --------- | ----------------- | ----------------- | ---------------- | ---------------- | ---------------- | ---------------- | ------------------- | ------------------- | ----------------- | ----------------- | -------------------- | -------------------- |
| 1位       | 西武              | --                | ロッテ           | --               | ロッテ           | --               | 楽天                | --                  | 楽天              | --                | 楽天                 | --                   |
| 2位       | ロッテ            | 4.5               | 楽天             | 3.0              | 楽天             | 2.0              | 西武                | 5.5                 | ロッテ            | 4.5               | 西武                 | 7.5                  |
| 3位       | ソフトバンク      | 5.0               | 西武             | 3.0              | ソフトバンク     | 4.0              | ロッテ              | 5.5                 | ソフトバンク      | 7.5               | ロッテ               | 8.5                  |
| 4位       | 日本ハム          | 5.5               | ソフトバンク     | 5.0              | 西武             | 5.5              | ソフトバンク        | 7.5                 | 西武              | 9.0               | ソフトバンク         | 9.0                  |
| 5位       | 楽天              | 6.0               | オリックス       | 6.5              | 日本ハム         | 6.5              | オリックス          | 9.0                 | 日本ハム          | 11.5              | オリックス           | 15.0                 |
| 6位       | オリックス        | 6.0               | 日本ハム         | 10.5             | オリックス       | 8.0              | 日本ハム            | 11.0                | オリックス        | 14.5              | 日本ハム             | 18.5                 |
| 期間 成績 | 11勝14敗 勝率.440 | 11勝14敗 勝率.440 | 16勝7敗 勝率.696 | 16勝7敗 勝率.696 | 11勝9敗 勝率.550 | 11勝9敗 勝率.550 | 14勝6敗1分 勝率.700 | 14勝6敗1分 勝率.700 | 14勝11敗 勝率.560 | 14勝11敗 勝率.560 | 16勝12敗2分 勝率.571 | 16勝12敗2分 勝率.571 |

| 順位 | 球団                         | 勝 | 敗 | 分 | 勝率 | 差   |
| 1位  | 東北楽天ゴールデンイーグルス | 82 | 59 | 3  | .582 | 優勝 |
| 2位  | 埼玉西武ライオンズ           | 74 | 66 | 4  | .529 | 7.5  |
| 3位  | 千葉ロッテマリーンズ         | 74 | 68 | 2  | .521 | 8.5  |
| 4位  | 福岡ソフトバンクホークス     | 73 | 69 | 2  | .514 | 9.5  |
| 5位  | オリックス・バファローズ     | 66 | 73 | 5  | .475 | 15.0 |
| 6位  | 北海道日本ハムファイターズ   | 64 | 78 | 2  | .451 | 18.5 |

3月・4月・5月・6月・7月・8月・9月・10月。
| 凡例     | 凡例     | 凡例     | 凡例 |
| 勝利試合 | 敗北試合 | 引き分け | 中止 |
| -------- | -------- | -------- | ---- |

### ポストシーズン
| 日付                               | 試合           | ビジター球団（先攻） | スコア   | ホーム球団（後攻）           | 開催球場                         |
| アドバンテージ                     | アドバンテージ | 千葉ロッテマリーンズ |          | 東北楽天ゴールデンイーグルス |                                  |
| 10月16日（水）                     | 第1戦          | 千葉ロッテマリーンズ | 0 - 2    | 東北楽天ゴールデンイーグルス | 日本製紙クリネックスタジアム宮城 |
| 10月17日（木）                     | 第2戦          | 千葉ロッテマリーンズ | 4 - 2    | 東北楽天ゴールデンイーグルス | 日本製紙クリネックスタジアム宮城 |
| 10月18日（金）                     | 第3戦          | 千葉ロッテマリーンズ | 0 - 2    | 東北楽天ゴールデンイーグルス | 日本製紙クリネックスタジアム宮城 |
| 10月19日（土）                     | 第4戦          | 雨天中止             | 雨天中止 | 雨天中止                     | 日本製紙クリネックスタジアム宮城 |
| 10月20日（日）                     | 第4戦          | 千葉ロッテマリーンズ | 5－8     | 東北楽天ゴールデンイーグルス | 日本製紙クリネックスタジアム宮城 |
| 勝者：東北楽天ゴールデンイーグルス |                |                      |          |                              |                                  |

| 日付                                         | 試合   | ビジター球団（先攻）         | スコア | ホーム球団（後攻）           | 開催球場                         |
| -------------------------------------------- | ------ | ---------------------------- | ------ | ---------------------------- | -------------------------------- |
| 10月26日（土）                               | 第1戦  | 読売ジャイアンツ             | 2 - 0  | 東北楽天ゴールデンイーグルス | 日本製紙クリネックスタジアム宮城 |
| 10月27日（日）                               | 第2戦  | 読売ジャイアンツ             | 1 - 2  | 東北楽天ゴールデンイーグルス | 日本製紙クリネックスタジアム宮城 |
| 10月28日（月）                               | 移動日 | 移動日                       | 移動日 | 移動日                       | 移動日                           |
| 10月29日（火）                               | 第3戦  | 東北楽天ゴールデンイーグルス | 5 - 1  | 読売ジャイアンツ             | 東京ドーム                       |
| 10月30日（水）                               | 第4戦  | 東北楽天ゴールデンイーグルス | 5 - 6  | 読売ジャイアンツ             | 東京ドーム                       |
| 10月31日（木）                               | 第5戦  | 東北楽天ゴールデンイーグルス | 4 - 2  | 読売ジャイアンツ             | 東京ドーム                       |
| 11月1日（金）                                | 移動日 | 移動日                       | 移動日 | 移動日                       | 移動日                           |
| 11月2日（土）                                | 第6戦  | 読売ジャイアンツ             | 4 - 2  | 東北楽天ゴールデンイーグルス | 日本製紙クリネックスタジアム宮城 |
| 11月3日（日）                                | 第7戦  | 読売ジャイアンツ             | 0 - 3  | 東北楽天ゴールデンイーグルス | 日本製紙クリネックスタジアム宮城 |
| 優勝：東北楽天ゴールデンイーグルス（初優勝） |        |                              |        |                              |                                  |

### アジアシリーズ
| 凡例           | 凡例           | 凡例     | 凡例     |
| 楽天の勝利試合 | 楽天の敗北試合 | 引き分け | 試合中止 |
| -------------- | -------------- | -------- | -------- |

|        | 日付     | 対戦相手   | スコア | 勝利投手   | 敗戦投手 | セーブ | 球場名 | アジアシリーズ勝敗 |
| ------ | -------- | ---------- | ------ | ---------- | -------- | ------ | ------ | ------------------ |
| 予選1  | 11月15日 | 義大       | ○6-1   | 金刃       | 陽建福   |        | 台中   | 予選1-0            |
| 予選2  | 11月17日 | キャンベラ | ○3-6   | 永井       | モタ     | 小山伸 | 桃園   | 予選2-0            |
| 準決勝 | 11月19日 | 統一       | ●1-4   | フィゲロア | 宮川     |        | 台中   | 準決勝敗退         |

## 選手・スタッフ

### 首脳陣

#### 一軍
| 背番号 | 名前     | 役職       |
| ------ | -------- | ---------- |
| 77     | 星野仙一 | 監督       |
| 71     | 佐藤義則 | 投手コーチ |
| 89     | 平石洋介 | 打撃コーチ |

#### 二軍
| 背番号 | 名前       | 役職               |
| ------ | ---------- | ------------------ |
| 95     | 大久保博元 | 監督               |
| 81     | 沖原佳典   | 打撃コーチ         |
| 86     | 小坂誠     | 内野守備走塁コーチ |

### 所属選手

#### 投手
| 背番号 | 名前             | 投 | 打 | 備考              |
| ------ | ---------------- | -- | -- | ----------------- |
| 11     | 塩見貴洋         | 左 | 左 |                   |
| 14     | 則本昂大         | 右 | 左 | 2012年ドラフト2位 |
| 15     | 藤原紘通         | 左 | 左 |                   |
| 16     | 森雄大           | 左 | 左 | 2012年ドラフト1位 |
| 17     | ダレル・ラズナー | 右 | 右 |                   |
| 18     | 田中将大         | 右 | 右 | 最優秀選手        |
| 20     | 長谷部康平       | 左 | 左 |                   |
| 21     | 釜田佳直         | 右 | 右 |                   |
| 22     | 戸村健次         | 右 | 右 |                   |
| 24     | 高堀和也         | 右 | 右 |                   |
| 26     | 金刃憲人         | 左 | 左 |                   |
| 28     | 片山博視         | 左 | 左 |                   |
| 30     | 永井怜           | 右 | 左 |                   |
| 31     | 美馬学           | 右 | 左 |                   |
| 34     | 武藤好貴         | 右 | 右 |                   |
| 44     | 斎藤隆           | 右 | 左 |                   |
| 47     | 大塚尚仁         | 左 | 左 | 2012年ドラフト3位 |
| 53     | ジム・ハウザー   | 左 | 左 |                   |
| 57     | 小山伸一郎       | 右 | 右 |                   |
| 58     | 辛島航           | 左 | 左 |                   |
| 59     | 菊池保則         | 右 | 左 |                   |
| 64     | 福山博之         | 右 | 右 |                   |

#### 捕手
| 背番号 | 名前     | 投 | 打 | 備考              |
| ------ | -------- | -- | -- | ----------------- |
| 27     | 岡島豪郎 | 右 | 左 |                   |
| 37     | 嶋基宏   | 右 | 右 |                   |
| 39     | 下妻貴寛 | 右 | 右 | 2012年ドラフト4位 |

#### 内野手
| 背番号 | 名前             | 投 | 打 | 備考 |
| ------ | ---------------- | -- | -- | ---- |
| 2      | 三好匠           | 右 | 右 |      |
| 3      | ケーシー・マギー | 右 | 右 |      |
| 4      | 高須洋介         | 右 | 右 |      |
| 6      | 藤田一也         | 右 | 左 |      |
| 7      | 松井稼頭央       | 右 | 両 |      |
| 9      | 阿部俊人         | 右 | 左 |      |
| 32     | 枡田慎太郎       | 右 | 左 |      |
| 62     | 定岡卓摩         | 右 | 右 |      |

#### 外野手
| 背番号 | 名前                    | 投 | 打 | 備考              |
| ------ | ----------------------- | -- | -- | ----------------- |
| 0      | 森山周                  | 右 | 右 |                   |
| 5      | 牧田明久                | 右 | 右 |                   |
| 8      | 中島俊哉                | 右 | 右 |                   |
| 23     | 聖澤諒                  | 右 | 左 |                   |
| 25     | アンドリュー･ジョーンズ | 右 | 右 |                   |
| 35     | 島内宏明                | 左 | 左 |                   |
| 50     | 島井寛仁                | 右 | 右 | 2012年ドラフト5位 |
| 51     | 柿澤貴裕                | 右 | 右 |                   |
| 63     | 北川倫太郎              | 右 | 右 |                   |
| 98     | 川口隼人                | 右 | 右 |                   |

- 背番号変更
  - 中川大志 156→56
  - 上園啓史 47→61
  - 宮川将 121→91
  - 井坂亮平 13→103

## 個人成績

### 投手成績
- 色付きは規定投球回数（144イニング）以上の選手

| 選 手        | 登 板 | 完 投 | 完 封 | 勝 利 | 敗 戦 | セ ｜ ブ | ホ ｜ ル ド | 勝 率 | 投 球 回 | 被 安 打 | 被 本 塁 打 | 奪 三 振 | 暴 投 | 防 御 率 |
| ------------ | ----- | ----- | ----- | ----- | ----- | -------- | ----------- | ----- | -------- | -------- | ----------- | -------- | ----- | -------- |
| 田中将大     | 28    | 8     | 2     | 24    | 0     | 1        | 0           | 1.000 | 212.0    | 168      | 6           | 183      | 9     | 1.27     |
| 則本昂大     | 27    | 3     | 0     | 15    | 8     | 0        | 1           | .652  | 170.0    | 142      | 14          | 134      | 4     | 3.34     |
| 青山浩二     | 60    | 0     | 0     | 3     | 5     | 11       | 20          | .375  | 60.1     | 61       | 6           | 60       | 3     | 3.43     |
| 小山伸一郎   | 45    | 0     | 0     | 1     | 4     | 0        | 17          | .200  | 45.2     | 40       | 6           | 42       | 1     | 3.94     |
| 金刃憲人     | 39    | 0     | 0     | 1     | 0     | 0        | 10          | 1.000 | 34.0     | 30       | 1           | 25       | 2     | 1.85     |
| ラズナー     | 37    | 0     | 0     | 1     | 2     | 17       | 4           | .333  | 37.2     | 31       | 1           | 40       | 1     | 3.35     |
| 片山博視     | 31    | 0     | 0     | 3     | 1     | 0        | 5           | .750  | 35.2     | 38       | 1           | 22       | 0     | 3.03     |
| 斎藤隆       | 30    | 0     | 0     | 3     | 0     | 4        | 7           | 1.000 | 26.2     | 25       | 1           | 25       | 2     | 2.36     |
| 長谷部康平   | 24    | 0     | 0     | 1     | 1     | 3        | 11          | .500  | 34.1     | 24       | 1           | 31       | 0     | 1.83     |
| ハウザー     | 22    | 0     | 0     | 2     | 2     | 0        | 5           | .500  | 37.1     | 42       | 4           | 32       | 1     | 6.03     |
| 福山博之     | 22    | 0     | 0     | 0     | 0     | 0        | 1           | .000  | 34.2     | 34       | 1           | 20       | 0     | 4.41     |
| 美馬学       | 18    | 0     | 0     | 6     | 5     | 0        | 0           | .545  | 98.1     | 118      | 11          | 63       | 7     | 4.12     |
| ダックワース | 18    | 0     | 0     | 5     | 5     | 0        | 0           | .500  | 87.2     | 91       | 9           | 64       | 4     | 4.31     |
| 宮川将       | 17    | 0     | 0     | 2     | 0     | 0        | 1           | 1.000 | 40.1     | 41       | 5           | 33       | 2     | 2.45     |
| 菊池保則     | 14    | 0     | 0     | 1     | 5     | 0        | 0           | .167  | 33.1     | 38       | 3           | 22       | 4     | 6.48     |
| 高堀和也     | 14    | 0     | 0     | 1     | 0     | 0        | 2           | 1.000 | 12.2     | 14       | 2           | 5        | 0     | 6.39     |
| 戸村健次     | 12    | 0     | 0     | 4     | 2     | 0        | 0           | .667  | 67.2     | 63       | 4           | 22       | 4     | 3.33     |
| 辛島航       | 11    | 1     | 0     | 3     | 4     | 0        | 1           | .429  | 59.0     | 63       | 6           | 45       | 1     | 4.42     |
| 星野智樹     | 11    | 0     | 0     | 0     | 1     | 0        | 0           | .000  | 5.2      | 8        | 1           | 4        | 0     | 12.71    |
| 永井怜       | 10    | 1     | 0     | 2     | 4     | 0        | 0           | .333  | 54.2     | 47       | 6           | 31       | 3     | 3.46     |
| 釜田佳直     | 8     | 0     | 0     | 1     | 2     | 0        | 1           | .333  | 13.2     | 24       | 1           | 11       | 1     | 12.51    |
| 川井貴志     | 6     | 0     | 0     | 3     | 2     | 0        | 0           | .600  | 30.0     | 33       | 3           | 13       | 0     | 3.00     |
| 加藤大輔     | 6     | 0     | 0     | 0     | 2     | 0        | 0           | .000  | 10.1     | 17       | 4           | 4        | 0     | 8.71     |
| レイ         | 5     | 0     | 0     | 0     | 1     | 0        | 0           | .000  | 19.1     | 13       | 2           | 10       | 0     | 3.26     |
| 上園啓史     | 5     | 0     | 0     | 0     | 3     | 0        | 0           | .000  | 13.2     | 16       | 1           | 11       | 3     | 7.24     |
| 土屋朋弘     | 5     | 0     | 0     | 0     | 0     | 0        | 0           | .000  | 6.1      | 9        | 3           | 6        | 0     | 5.68     |

### 野手成績
- 色付きは規定打席（447打席）以上の選手

| 選 手      | 試 合 | 打 席 | 打 数 | 得 点 | 安 打 | 二 塁 打 | 三 塁 打 | 本 塁 打 | 打 点 | 盗 塁 | 犠 打 | 犠 飛 | 三 振 | 打 率 | 出 塁 率 |
| ---------- | ----- | ----- | ----- | ----- | ----- | -------- | -------- | -------- | ----- | ----- | ----- | ----- | ----- | ----- | -------- |
| 銀次       | 131   | 525   | 482   | 63    | 153   | 24       | 3        | 4        | 54    | 3     | 1     | 4     | 44    | .317  | .365     |
| マギー     | 144   | 590   | 513   | 78    | 150   | 30       | 0        | 28       | 93    | 2     | 0     | 5     | 119   | .292  | .376     |
| 聖澤諒     | 120   | 491   | 433   | 51    | 123   | 17       | 4        | 2        | 40    | 21    | 9     | 0     | 100   | .284  | .357     |
| 藤田一也   | 128   | 536   | 466   | 48    | 128   | 17       | 2        | 1        | 48    | 3     | 33    | 4     | 43    | .275  | .320     |
| 嶋基宏     | 134   | 507   | 447   | 44    | 115   | 13       | 1        | 4        | 48    | 3     | 16    | 3     | 92    | .257  | .318     |
| 松井稼頭央 | 125   | 497   | 448   | 55    | 111   | 26       | 2        | 11       | 58    | 1     | 2     | 4     | 85    | .248  | .311     |
| ジョーンズ | 143   | 604   | 478   | 81    | 116   | 21       | 1        | 26       | 94    | 4     | 0     | 6     | 164   | .243  | .391     |
| 島内宏明   | 97    | 329   | 299   | 36    | 85    | 6        | 4        | 6        | 38    | 6     | 4     | 5     | 44    | .284  | .326     |
| 森山周     | 89    | 95    | 81    | 20    | 22    | 0        | 0        | 0        | 9     | 6     | 4     | 5     | 10    | .272  | .344     |
| 枡田慎太郎 | 86    | 311   | 268   | 32    | 73    | 17       | 0        | 8        | 47    | 1     | 1     | 6     | 81    | .272  | .352     |
| 岡島豪郎   | 79    | 264   | 226   | 40    | 73    | 9        | 1        | 1        | 13    | 3     | 7     | 0     | 31    | .323  | .405     |
| 岩﨑達郎   | 74    | 112   | 101   | 17    | 22    | 5        | 0        | 0        | 12    | 0     | 5     | 1     | 18    | .218  | .252     |
| 鉄平       | 54    | 168   | 146   | 24    | 35    | 7        | 1        | 1        | 10    | 2     | 7     | 0     | 22    | .240  | .311     |
| 中島俊哉   | 45    | 90    | 82    | 7     | 19    | 4        | 0        | 1        | 3     | 0     | 2     | 0     | 8     | .232  | .284     |
| 牧田明久   | 27    | 90    | 81    | 15    | 18    | 3        | 1        | 2        | 7     | 0     | 1     | 0     | 6     | .222  | .292     |
| 西田哲朗   | 26    | 52    | 48    | 3     | 8     | 1        | 0        | 0        | 2     | 1     | 2     | 0     | 14    | .167  | .200     |
| 小斉祐輔   | 22    | 47    | 46    | 3     | 11    | 3        | 0        | 1        | 3     | 0     | 0     | 0     | 7     | .239  | .255     |
| 阿部俊人   | 22    | 46    | 38    | 4     | 8     | 2        | 0        | 0        | 1     | 1     | 6     | 0     | 7     | .211  | .250     |
| 高須洋介   | 21    | 55    | 50    | 3     | 8     | 1        | 0        | 0        | 3     | 0     | 2     | 1     | 6     | .160  | .189     |
| 伊志嶺忠   | 19    | 35    | 32    | 2     | 4     | 0        | 0        | 1        | 6     | 0     | 1     | 2     | 8     | .125  | .118     |
| 仲澤広基   | 14    | 8     | 8     | 1     | 2     | 0        | 0        | 0        | 1     | 0     | 0     | 0     | 1     | .250  | .250     |
| 榎本葵     | 13    | 11    | 11    | 1     | 1     | 0        | 0        | 0        | 2     | 0     | 0     | 0     | 5     | .091  | .091     |
| 三好匠     | 6     | 4     | 4     | 0     | 0     | 0        | 0        | 0        | 0     | 0     | 0     | 0     | 1     | .000  | .000     |
| 小山桂司   | 5     | 8     | 6     | 0     | 1     | 0        | 0        | 0        | 0     | 0     | 0     | 0     | 2     | .167  | .375     |
| 中川大志   | 1     | 2     | 2     | 0     | 0     | 0        | 0        | 0        | 0     | 0     | 0     | 0     | 1     | .000  | .000     |

- 太字はリーグ最高

## ドラフト
| 順位 | 選手名   | 守備位置 | 所属         | 結果 |
| ---- | -------- | -------- | ------------ | ---- |
| 1位  | 松井裕樹 | 投手     | 桐光学園高   | 入団 |
| 2位  | 内田靖人 | 捕手     | 常総学院高   | 入団 |
| 3位  | 濱矢廣大 | 投手     | Honda鈴鹿    | 入団 |
| 4位  | 古川侑利 | 投手     | 有田工業高   | 入団 |
| 5位  | 西宮悠介 | 投手     | 横浜商科大学 | 入団 |
| 6位  | 横山貴明 | 投手     | 早稲田大学   | 入団 |
| 7位  | 相原和友 | 投手     | 七十七銀行   | 入団 |
| 8位  | 相沢晋   | 投手     | 日本製紙石巻 | 入団 |
| 9位  | 今野龍太 | 投手     | 岩出山高     | 入団 |